# Shibazhan
Die „Gemeinde Shibazhan der Oroqen“ (chinesisch 十八站鄂伦春族乡, Pinyin Shíbāzhàn Èlúnchūnzú Xiāng) ist eine Nationalitätengemeinde im Kreis Tahe des Regierungsbezirks Großes Hinggan-Gebirge in der nordostchinesischen Provinz Heilongjiang. In der chinesischen Literatur und im Internet wird die Gemeinde häufig auch als „Oroqenische Nationalitätengemeinde Shibazhan“ (十八站鄂伦春民族乡,  Shíbāzhàn Èlúnchūn Mínzú Xiāng) oder als „Nationalitätengemeinde Shibazhan der Oroqen“ (十八站鄂伦春族民族乡,  Shíbāzhàn Èlúnchūnzú Mínzú Xiāng) bezeichnet. „Gemeinde Shibazhan der Oroqen“ ist ihr Name auf der Website der Kreisregierung. Shibazhan hat eine Fläche von 2534 km² und rund 23.000 Einwohner (Ende 2009), davon nur 5407 mit festem Wohnsitz (2007). Shibazhan grenzt im Westen an die Großgemeinde Tahe, im Norden an die Gemeinde Yixiken und im Osten an die Gemeinde Baiyinna der Oroqen im Kreis Huma. Der Huma He durchfließt die Gemeinde von West nach Ost auf einer Länge von 54 Kilometern.

## Oroqen
2012 waren 567 Einwohner Oroqen, wovon 82 % im Dorf Oroqen Xin lebten. Shibazhan ist eines der traditionellen Siedlungsgebiete der Kumarqen (Kumartschen), einer Untergruppe der Oroqen. Die Oroqen sind – neben den Ewenken – eines der beiden nordtungusischen Völker Chinas.

## Administrative Gliederung
Shibazhan setzt sich aus sechs Dörfern zusammen. Diese sind:
- Dorf Shibazhan der Han (十八站汉族村), Zentrum, Sitz der Gemeinderegierung;
- Dorf Chuangye (创业村);
- Dorf Fendou (奋斗村);
- Dorf Oroqen Xin (鄂伦春族新村);
- Dorf Xingjian (兴建村);
- Dorf Yongfeng (永丰村).